# Odilon Redon
Odilon Redon (Burdeos, 20 de abril de 1840-París, 6 de julio de 1916) fue un pintor simbolista francés. Perteneciente al postimpresionismo, dentro de la corriente del simbolismo, también está considerado un precursor del surrealismo.

## Biografía
Recibió formación como escultor, así como en grabados y litografías. En 1870 se unió al ejército para servir en la guerra franco-prusiana. Después de la guerra, en París, trabajó casi exclusivamente a carboncillo y litografía. Su primer álbum de litografías fue Dans le Rêve (1879). Mantuvo cierto anonimato hasta que se publicó una novela de culto en 1884, de Joris-Karl Huysmans, titulada A contrapelo, en la que aparece un aristócrata decadente que colecciona dibujos de Redon.
Admirador de Poe, su relación con la literatura le llevaría a ilustrar varios libros de su amigo Baudelaire. También mantendría una estrecha relación con científicos como Armand Clavaud (quien le hace estudiar anatomía, osteología y zoología), o Charles Darwin. Todas estas influencias se reflejarían en su trabajo.
En 1884 fue uno de los fundadores del Salón de artistas independientes, para poder exponer con libertad, separadamente del Salón oficial de París. En los años 1890 empezó a usar el pastel y el óleo, que dominaron sus obras durante el resto de su vida. 

## Obra

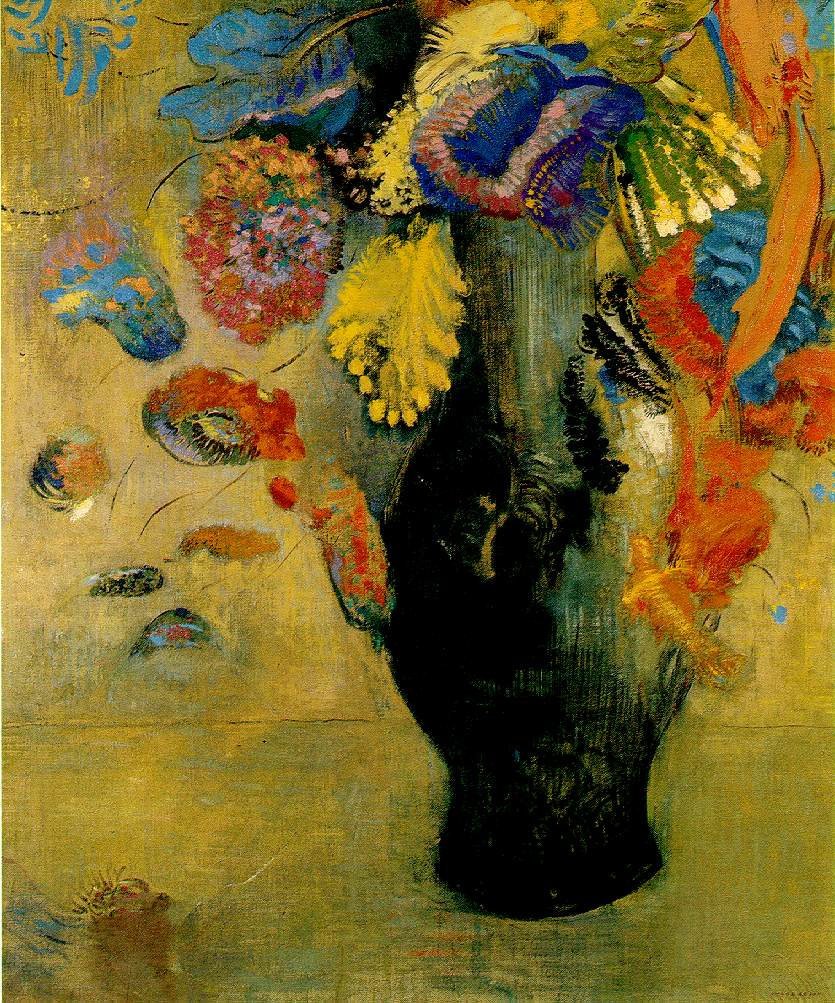
Después de una larga fase simbolista se dedicó a pintar composiciones florales, acuarelas y pasteles.

La obra de Odilon Redon se inicia en curiosa oposición a la corriente impresionista dominante en su época. Mientras los impresionistas experimentan con el color, Redon trabaja en una extraordinaria serie de dibujos y litografías que él mismo llamaría "Los Negros". 

"Toda mi originalidad consiste en dar vida, de una manera humana, a seres inverosímiles y hacerlos vivir según las leyes de lo verosímil, poniendo, dentro de lo posible, la lógica de lo visible al servicio de lo invisible."

Así, Redon da rienda suelta a su fantasía, entremezclando mitos paganos con materialismo científico, animales imaginarios con maquinaria de la Revolución industrial. En su iconografía poética de lo corriente derivado en extravagante y místico se halla la clave tanto del entusiasmo suscitado por su trabajo en contemporáneos como los Nabis como de su futura consideración como precursor del surrealismo.
Hasta 1890 su trabajo fue casi exclusivamente en blanco y negro, pero poco a poco, y rondando ya los cincuenta años, sus litografías se tornan más luminosas, hasta alcanzar finalmente el color. Es entonces cuando las litografías y dibujos al carbón son sustituidos por acuarelas y óleos. Sus temas siguen siendo los mismos: mitos clásicos, orientales, bíblicos, literarios y científicos adaptados a su particular y un tanto alucinada visión interior.